# 安东尼奥·皮加费塔
安東尼奥·皮加費塔（義大利語：Antonio Pigafetta；1491年—1534年），文藝復興時期歐洲探險家。為意大利羅德會的騎士，是麥哲倫探險船隊中，不以追求金銀財寶，而志在記錄航程的探險家，也是環球航行倖存下來的18人之一。他將這次航行的航程紀錄與海圖手稿，獻給所屬的義大利羅德會，原稿已遺失，只留下4份手抄本，其中法語版本是倖存中最完整與精美的，1526年在巴黎出版《首次環球航海日誌》，為麥哲倫的環球航行留下唯一的航海圖資料。

## 扩展阅读
- Lord Stanley of Alderley, The first voyage round the world, by Magellan（页面存档备份，存于）, London: The Hakluyt Society (1874) - includes Pigefetta's journal and his treatise of navigation